# Jes Davis
Pour les articles homonymes, voir Davis.
Jes Davis est une actrice américaine.

## Filmographie
- 2009 : Virgin of the Candles (court métrage) : Dayo
- 2012 : Brother Liar John : Angelina
- 2015 : Just One (court métrage) : Taylor
- 2016 : Shades of Blue (série télévisée) : la détective (2 épisodes)
- 2016 : Taste (court métrage) : Charli
- 2016 : The Morning After (court métrage) : Jane
- 2014-2016 : Orange Is the New Black (série télévisée) : une détenue (24 épisodes)
- 2016 : Sweet Shadow (court métrage) : Krystal
- 2016 : Jefftown : la cycliste
- 2017 : In Real Life: Wounds Heal, Sweat Dries... Suck It Up Princess (court métrage) : Kelly
- 2017 : Léa (court métrage) : Harlow
- 2017 : Tragic (court métrage) : Annabelle
- 2019 : Play